# 哈立德·伊薩
哈立德·伊薩（Khalid Eisa，1989年9月15日—）是阿拉伯聯合酋長國的職業足球運動員，司職守門員，现效力于阿聯酋阿拉伯海灣聯賽球队艾阿恩。

## 榮譽

### 球會
艾查捷拉體育和文化俱樂部
- 阿聯酋阿拉伯海灣聯賽: 2010–11
- 阿聯酋聯賽盃: 2009–10
- 阿聯酋總統盃: 2010–11, 2011–12

艾阿恩足球會
- 阿聯酋阿拉伯海灣聯賽: 2014–15, 2017–18
- 阿聯酋總統盃: 2013–14, 2017–18
- 阿聯酋超級盃: 2015
- 亞洲聯賽冠軍盃 亞軍: 2016
- 國際足協世界冠軍球會盃 亞軍: 2018

### 國家隊
阿拉伯聯合酋長國
- 阿拉伯海灣盃 (1): 2013
- 亞足協亞洲盃 第3名 (1): 2015

### 個人
- 阿拉伯海灣盃最佳守門員: 2018
- 阿聯酋阿拉伯海灣聯賽月度最佳守門員: 2021年10月
- 亞洲聯賽冠軍盃每週最佳球員: 2017

## 外部連結
- 哈立德·伊薩的X（前Twitter）
- 哈立德·伊薩在 National-Football-Teams.com 上的出场纪录
- Soccerway資料庫：哈立德·伊薩
- Khalid Eisa （页面存档备份，存于） at Football Database
- Khalid Eisa （页面存档备份，存于） at Eurosport
- Khalid Eisa （页面存档备份，存于） at UAEProLeague